# Henry Seymour Rawlinson
Henry Rawlinson (Trent Manor, Dorset, Inglaterra 20 de febrero de 1864 - Delhi, India Británica). Fue un oficial de alto rango del ejército británico durante la Primera Guerra Mundial que comandó el Cuarto Ejército de la Fuerza Expedicionaria Británica en las batallas del Somme (1916) y Amiens (1918), así como en la ruptura de la Línea Hindenburg (1918). Estuvo al mando del ejército Indio de 1920 a 1925.

## Biografía
Henry Rawlinson, 1.er Barón Rawlinson, fue un destacado militar británico nacido en 1864 y fallecido en 1925. Sirvió en la Primera Guerra Mundial como comandante en el Frente Occidental, donde jugó un papel clave en varias batallas importantes.
Rawlinson se unió al ejército británico y sirvió en la Guerra de los Bóeres y en la India británica antes de la Primera Guerra Mundial. Durante la guerra, comandó la 7.ª División y luego el IV Cuerpo en el Frente Occidental, siendo ascendido a general y convirtiéndose en uno de los comandantes más destacados del ejército británico.
Rawlinson se unió al ejército británico y sirvió en la Guerra de los Bóeres y en la India británica antes de la Primera Guerra Mundial. Durante la guerra, comandó la 7.ª División y luego el IV Cuerpo en el Frente Occidental, siendo ascendido a general y convirtiéndose en uno de los comandantes más destacados del ejército británico.
Henry Rawlinson, 1.er Barón Rawlinson, falleció el 28 de marzo de 1925, a la edad de 61 años. Su muerte fue un reconocimiento a su larga y distinguida carrera militar, durante la cual sirvió con honor y dedicación a la Corona británica. Su legado como comandante militar y estratega sigue siendo recordado y estudiado en la historia militar británica.
1. 1 2 3  «Henry Rawlinson, primer barón Rawlinson».